# ゴールドプラン (SoftBank)
ゴールドプランとは、ソフトバンクモバイルが提供する携帯電話の料金プランで、2006年10月26日より提供開始。2015年8月31日に受付を終了した。

## 概要
日本の携帯電話業界初の同一ブランド携帯間の音声通話定額プランである。ただし、時間帯制限があり、通話トラフィックの集中する21時～1時は、月200分までのソフトバンク携帯への通話が無料となる。携帯電話番号ポータビリティの導入前日の10月23日にオレンジ/ブループランと共に発表された。
当初、ゴールドプランを利用するためにはSoftBank 3G機種であり、かつ新スーパーボーナスへの加入が必須であったが、2006年12月21日より、これらの条件は撤廃され、料金プラン変更のみで利用可能となった。
また、ホワイトプラン(月額934円)(税抜)は、21時～1時までのソフトバンク携帯同士の月200分無料通話が付いていない以外は、ゴールドプランと同じ内容である。たいていのケースにおいて、ホワイトプランの方が安くなる。
2007年1月15日までのキャンペーン期間中に加入すると基本料がずっと70%引きなどになる「予想外割」が利用可能であった。
2015年8月31日をもって、新規申込みを終了した。

## 料金
基本料 - 月額9143円(税抜)
2007年1月15日までのキャンペーン期間内に加入した場合は、キャンペーン終了後も70%引きの月額2736円(税抜)で利用できる。キャンペーン終了後に新たに契約する場合は、基本料金は通常通り契約年数と共に割引率が上がっていき、最終的に11年目（2007年に加入した場合、2017年）で70%引となる。
| 通話先           | 音声通話        | 音声通話                                                 | TVコール        |
| 通話先           | 1～21時         | 21～1時                                                  | TVコール        |
| ---------------- | --------------- | -------------------------------------------------------- | --------------- |
| ソフトバンク携帯 | 無料            | 累計通話時間が200分/月まで無料 それ以降は20円/30秒(税抜) | 36円/30秒(税抜) |
| ソフトバンク以外 | 20円/30秒(税抜) | 20円/30秒(税抜)                                          | 36円/30秒(税抜) |

国際ローミング中の通話料及びメール通信料については、別途料金が掛かる。

## 国内メール料
| 通信先           | SoftBank 3G | SoftBank 3G    | SoftBank 6-2 | SoftBank 6-2 | SoftBank 6-2     |
| 通信先           | SMS         | MMS            | スカイメール | ロングメール | スーパーメール   |
| ---------------- | ----------- | -------------- | ------------ | ------------ | ---------------- |
| ソフトバンク携帯 | 無料        | 無料           | 無料         | 8.4円/通     | 0.315円/パケット |
| ソフトバンク以外 |             | 3.15～210円/通 | 3.15円/通    | 8.4円/通     | 0.315円/パケット |

無料メールの対象は、当初はSMSと発表されたが、翌10月24日にS!メール（MMS）、10月26日にソフトバンク（ボーダフォン）アドレスの間でのEメール送受信も加えられた。

## 自網S!
2006年12月8日発行のニュースリリース No.06-047で、2006年12月21日から、S!ベーシックパック（月額300円税抜）の申し込み不要で、ソフトバンク3G携帯電話とのMMS送受信（自網S!と呼ばれる）が無料で利用可能になると発表された。ソフトバンク携帯電話番号のほか、Eメールアドレス（softbank.ne.jp,*.vodafone.ne.jp）も利用可能である。実際にサービス提供されたのは2007年2月9日からだった。
自網S!は、「3G通信サービス契約約款 料金表 第2 付加機能使用料(3) 料金種別の第9種I（ゴールドプラン）又は第10種I（ホワイトプラン）に係るS!機能の取扱い等」に明記されているにもかかわらず、ソフトバンクショップ、お客さまセンター及びカスタマーケアセンター（旧お客さま相談室）は、加入者に対して「S!ベーシックパックを申込まないとソフトバンク3G携帯電話間であってもMMS利用は出来ない。」という説明を行った。また、加入者がS!ベーシックパックを解除した場合、MMS（自網S!）は利用できない。
これまでにソフトバンクモバイル社からサービス提供遅延に関する説明ならびに謝罪は無い。

## その他
広告でこのプランの定額通話などを「0円」と大きく表示し、注意事項（時間帯制限など）を非常に小さく表示していたことを他社が問題あるとして取り上げ、これに対して同社からは法律上問題ないとしていた。しかし、公正取引委員会の立ち入り調査により、広告に不適切な表現があるということで警告を受けた。これを受けて、ソフトバンクは各広告の0円表示を外したり注意書きを大きめに表示したりなどの対応をしている。
月額基本使用料は9,143円(税抜)だが、当初は新スーパーボーナスへの加入が必須であったため、実際は初年度から37%引の5,745円(税抜)であった。存在しない料金である9,143円(税抜)と比較して「最大70%引の2,736円(税抜)（11年目以降）」と表現し、さらに期間限定で「初年度からずっと70%引」などと、実体以上に割安であると誤解させる広告も問題視された。この対応として、2006年12月21日より新スーパーボーナスへの加入を任意とし、ゴールドプランのみで契約すると9,143円(税抜)となるように対処した。
2006年12月24日まで放映されていたテレビCM（数名の女の子達の会話で、夜9時の通話が無料であることと他社への通話が有料であることをアピールするもの）は、いじめを誘発しているとも受け取られ、CMの放映当初、JAROには週に250件以上もの苦情が寄せられた。
キャンペーンで70%引となっている2,736円(税抜)という金額に対し、同様のキャリア内通話定額をサービスしているワイモバイルの通話定額料は2,900円である。なお、ソフトバンクモバイルは、PHSとは別世界であるといっている。